# Viktor Mykhailovych Pynzenyk
Viktor Mykhailovych Pynzenyk ( tiếng Ukraina: Віктор Михайлович Пинзеник; sinh ngày 15 tháng 4 năm 1954) là chính trị gia, nhà kinh tế và cựu Bộ trưởng Bộ Tài chính Ukraina. Ông cònlà cựu lãnh đạo Đảng Cải cách và Trật tự.
Pynzenyk là người có công cải cách nền kinh tế ở Ukraina thời hậu Xô Viết, giúp chuyển đổi đất nước sang nền kinh tế thị trường và giới thiệu loại tiền tệ mới của Ukraina là Hryvnia Ukraina vào tháng 9 năm 1996, dưới sự giúp đỡ của Viktor Yushchenko lúc đó là Chủ tịch Ngân hàng Quốc gia Ukraina.

## Tiểu sử
Viktor Pynzenyk sinh ngày 15 tháng 4 năm 1954 tại Smolohovytsia, phía tây tỉnh Zakarpattia của CHXHCN Xô viết Ukraina (nay là Ukraina). Sau khi hoàn thành chương trình giáo dục trung học, Pynzenyk theo học tại Đại học Lviv, tốt nghiệp năm 1975 ngành kinh tế học. Từ năm 1975 đến năm 1979, ông ở lại trường để hoàn thành luận án sau đại học về ngành Kinh tế. Ông bảo vệ luận án vào năm 1980 với bằng candidat nauk (gần tương đương với Tiến sĩ). Ông tiếp tục nghiên cứu tại Đại học quốc gia Moskva và nơi đây ông được trao bằng Tiến sĩ Khoa học năm 1989. Một năm sau, Pynzenyk là giáo sư kinh tế tại trường cũ (alma mater) của ông, Đại học Lviv.
Năm 1996, ông nhận bằng tiến sĩ danh dự của Học viện Quốc gia Kyiv-Mohyla.

## Sự nghiệp chính trị và kinh tế
Ngày 4 tháng 1 năm 1992, Pynzenyk tuyên thệ nhậm chức vào Verkhovna Rada vào ngày 4 tháng 1 năm 1992, và ngay sau đó trở thành thành viên của nhóm công tác cải cách kinh tế. Cuối năm đó, ông trở thành Phó Thủ tướng Ukraina đồng thời là Bộ trưởng Bộ Tài chính. Khi ngồi trên ghế Bộ trưởng, Pynzenyk đã đưa ra những cải cách kinh tế đầu tiên ở Ukraina độc lập, giúp chuyển đổi hình thái nền kinh tế đất nước sang nền kinh tế thị trường.
Vào tháng 3 năm 1992, Pynzenyk được bầu vào quốc hội lần thứ hai, thuộc phe "Cải cách" cho đến tháng 4 năm 1998. Khi còn là nghị sĩ quốc hội, ông tham gia tổ công tác tài chính ngân hàng. Từ ngày 31 tháng 10 năm 1994 đến ngày 5 tháng 9 năm 1995, ông giữ chức Phó Thủ tướng Thường trực Ukraina. Từ ngày 3 tháng 8 năm 1995 đến ngày 7 tháng 4 năm 1997, ông giữ chức Phó Thủ tướng Ukraina.
Viktor tiếp tục được bầu vào Verkhovna Rada lần thứ ba trong cuộc bầu cử quốc hội Ukraina năm 1998, bắt đầu nhiệm kỳ từ tháng 3 năm 1998 cho đến năm 2002. Năm 2002, Pynzenyk được bầu làm thành viên của khối Nhân dân Tự vệ (tiếng Ukraina: Блок Наша Україна–Народна Самооборона). Ba năm sau, sau Cách mạng Cam, Pynzenyk được bầu làm Bộ trưởng Bộ Kinh tế vào ngày 4 tháng 2 năm 2005 và giữ chức vụ này cho đến tháng 8 năm 2006. Sau đó, ngày 3 tháng 11 năm 2007, ông trở thành nghị sĩ của Verkhovna Rada trong cuộc bầu cử quốc hội thứ sáu. Trong cuộc bầu cử này, ông thuộc Đảng Cải cách và Trật tự, một phần của Khối Yulia Tymoshenko.
Ngày 18 tháng 12 năm 2007, Viktor Pynzenyk được bầu làm Bộ trưởng Bộ Tài chính Ukraina trong Nội các của Thủ tướng Yulia Volodymyrivna Tymoshenko. Ông từ chức vào ngày 12 tháng 2 năm 2008 vì không thể từ bỏ các nguyên tắc về cân bằng ngân sách với mức thâm hụt tối thiểu, nguồn thu thực tế và giới hạn vay mượn của chính phủ. Quốc hội Ukraina đã chấp nhận cho ông từ chức. Trước việc ông từ chức, nữ Thủ tướng Tymoshenko tuyên bố: "Không phải quan chức nào cũng có thể trụ vững trước những thách thức của cuộc khủng hoảng kinh tế toàn cầu, không phải tất cả họ đều có thể làm việc dưới áp lực và ứng phó thỏa đáng trước những thách thức. Những người không đủ nặng lực sẽ rời vị trí chiến đấu này và chuyển sang làm việc khác". Vị Thủ tướng này cũng cho ay: "Ông [Viktor Pynzenyk] đang nằm viện và thôi việc vì lý do sức khỏe". Tuy nhiên, phản ứng của Tổng thống Viktor Yushchenko trước việc Pynzenyk từ chức lại đối lập hoàn toàn: "Thật tiếc khi những người có phẩm chất chuyên nghiệp, trung thực và tận tụy vì lợi ích nước nhà lại không thể nhận ra tiềm năng trở thành thành viên Chính phủ của mình, đây là một sự hiểu lầm với những quyết sách thiếu chuyên nghiệp của Chính phủ. Tôi tin chắc rằng sẽ có hàng loạt quy trình tiêu cực trong các quyết sách về ngân sách". Trong cuộc trò chuyện với Đại sứ Hoa Kỳ tại Ukraina John F. Tefft tại cuộc họp vào ngày 22 tháng 2 năm 2010, Pynzenyk bày tỏ "sự thất vọng vì không thể thuyết phục Tymosehnko tận dụng cơ hội do cuộc khủng hoảng tài chính Ukraina 2008–2009 mang lại" (theo Tefft) và gọi các quyết định của Tymoshenko "đơn thuần tuân theo 'chủ nghĩa dân túy mạo hiểm (adventurous populism)'" mà vị nữ Thủ tướng này coi như một công cụ để "củng cố quyền lực trong tay mình".
Ngày 17 tháng 2 năm 2009, Verkhovna Rada chính thức bãi nhiệm Pynzenyk. Pynzenyk đã vắng mặt trong cuộc bỏ phiếu bãi nhiệm do lúc đó ông đang nằm viện.
Pynzenyk rút khỏi Đảng Cải cách và Trật tự vào tháng 4 năm 2010.
Pynzenyk được bổ nhiệm làm phó chủ tịch hội đồng giám sát của UkrSibbank vào tháng 2 năm 2011.
Pynzenyk trở lại chính trường với vị trí thứ 7 trong danh sách Liên minh Dân chủ Ukraina vì Cải cách Vitali Klitschk (tiếng Ukraina: Український демократичний альянс за реформи Віталія Кличка, viết tắt là UDAR) trong bầu cử quốc hội Ukraina năm 2012. Ông đã (tái) đắc cử vào quốc hội.
Trong cuộc bầu cử quốc hội Ukraina năm 2014, ông một lần nữa được bầu lại vào quốc hội; xếp thứ 17 trong danh sách bầu cử của Khối "Đoàn kết" Petro Poroshenko.

## Đời tư
Trong quá trình theo đuổi sự nghiệp chính trị, Viktor Pynzenyk vẫn là giáo sư tại Đại học Lviv. Ông được vinh danh là giáo sư danh dự của Học viện Kyiv-Mohyla và Viện Kinh tế Ternopil. Ngoài ra, ông còn được mệnh danh là "Nhà kinh tế học danh dự của Ukraina" (tính đến năm 2004).
Viktor Pynzenyk kết hôn với Mariya Romanivna (sinh năm 1969) và họ có hai con: con trai Volodymyr (sinh năm 1993) và Vitaliy (sinh năm 2007). Ông cũng có hai cô con gái từ cuộc hôn nhân trước kia là Olga (sinh năm 1981) và Yulia (sinh năm 1989). Pynzenyk thích du lịch, âm nhạc và chơi preferans. Theo tờ khai thu nhập năm 2006, thu nhập của ông là 265.200 hryvnia (53.000 USD).